# Myadora boltoni
Myadora boltoni is een tweekleppigensoort uit de familie van de Myochamidae. De wetenschappelijke naam van de soort is voor het eerst geldig gepubliceerd in 1881 door E. A. Smith.